# Carlo de’ Medici (kardynał)
Carlo de Medici (ur. 19 marca 1595 we Florencji, zm. 17 czerwca 1666 tamże) – włoski kardynał z rodu Medyceuszy. Syn kardynała Ferdinando I de' Medici, który zrezygnował z godności kardynalskiej w 1588 aby zapewnić przetrwanie rodu.

## Życiorys
W grudniu 1615 w wieku 20 lat został kreowany kardynałem diakonem Santa Maria in Domnica przez papieża Pawła V. Przez wiele lat działał w kurii jako protektor Hiszpanii, reprezentując jej interesy wobec Stolicy Apostolskiej. Opat komendatoryjny wielu opactw. Jako protodiakon Św. Kolegium koronował papieża Innocentego X w październiku 1644, a 2 miesiące później przeszedł do rangi kardynała prezbitera San Sisto. W 1645 uzyskał dalszą promocję do rangi kardynała biskupa, będąc kolejno biskupem Sabiny (6 marca – 23 października 1645), Frascati (23 października 1645 – 29 kwietnia 1652), Porto e Santa Rufina (29 kwietnia – 23 września 1652) oraz biskupem Ostia e Velletri (od 23 września 1652). Jako dziekan Świętego Kolegium przewodniczył konklawe 1655. W latach 1653–1655 był prefektem Kongregacji ds. Obrzędów. Zmarł w rodzinnej Florencji.